# Chris Carter
Christopher Marlon Carter (Bellflower, 13 de outubro de 1957), mais conhecido como Chris Carter, é um roteirista, produtor e diretor de cinema e televisão norte-americano. Nascido na Califórnia, Carter se formou em jornalismo na Universidade do Estado da Califórnia, passando os treze anos seguintes trabalhando na Surfing Magazine. Depois de iniciar sua carreira na televisão ao trabalhar na Walt Disney Studios, ele ficou famoso no início da década de 1990 ao criar a série de ficção científica The X-Files. O programa foi um enorme sucesso, o que lhe abriu portas para a criação de outras séries.
Carter acabou criando outras três séries para a Fox: Millennium, um programa sobre o fim do mundo que foi bem recebida pela crítica mas teve baixa audiência; Harsh Realm, cancelada após a exibição de apenas três episódios; e The Lone Gunmen, um spin-off de The X-Files que durou apenas uma temporada. No cinema, os créditos de Carter incluem os dois filmes de The X-Files – The X-Files de 1998 e The X-Files: I Want to Believe de 2008. Seus créditos na televisão lhe deram vários prêmios incluindo oito indicações ao Primetime Emmy Award.

## Filmografia

### Filmes
| Ano  | Filme                         | Papel                     |
| ---- | ----------------------------- | ------------------------- |
| 1986 | The B.R.A.T. Patrol           | Roteirista                |
| 1988 | Meet the Munceys              | Roteirista                |
| 1998 | Arquivo X: O Filme            | Roteirista                |
| 2008 | Arquivo X: Eu Quero Acreditar | Roteirista, diretor, ator |

### Televisão
| Séries             | Como diretor | Como roteirista | Como ator   |
| ------------------ | ------------ | --------------- | ----------- |
| Rags to Riches     | 1 episódio   | 2 episódios     | —           |
| Arquivo X          | 10 episódios | 72 episódios    | 2 episódios |
| Millennium (série) | —            | 7 episódios     | —           |
| Harsh Realm        | —            | 4 episódios     | —           |
| The Lone Gunmen    | —            | 2 episódios     | 1 episódio  |